# Turn Down for What
Singles par DJ Snake
Slow Down
(2013) Get Low
(2014)
Singles par Lil Jon
Drink
(2012) Bend Ova
(2014)
Clip vidéo
(en) [vidéo] « "Turn Down for What" (official) », sur YouTube
Turn Down for What est un single de DJ Snake et Lil Jon, coécrit par Tchami, sorti en 2013. Rien qu'au Royaume-Uni et au Canada, les ventes cumulées pour ces deux pays représentent 440 000 exemplaires, six mois après sa sortie. Le single atteint la 4e place des charts aux États-Unis.

## Clip vidéo
Le clip a été réalisé par Dan Kwan et Daniel Scheinert.
En novembre 2020, le clip vidéo atteint le milliard de visionnages sur YouTube[source secondaire souhaitée].

## Dans la culture populaire
Elle a été utilisée dans deux film et série :
- Alad'2, lors du catch, arrivé Kev Adams accompagné de Éric Judor et Jamel Debbouze accompagnée de Ramzy Bedia sur le Ring et les couloirs.
- Astérix et Obélix : Le Combat des chefs, lors de l’arrivé d’obelix sur le Ring et les couloirs.

## Liste du format et édition
| 1. | Turn Down For What (avec Lil Jon) | 3:33 |

| 1. | Turn Down For What (avec Lil Jon featuring Juicy J & 2 Chainz & French Montana) | 3:45 |

| 1. | Turn Down For What (avec Lil Jon featuring Pitbull & Ludacris) | 3:13 |

| 1. | Turn Down For What (avec Lil Jon featuring Chi Ching Ching & Assassin & Kolshens) | 3:38 |

## Classement
| Classements (2014)                      | Meilleure position |
| --------------------------------------- | ------------------ |
| Allemagne (Media Control AG)            | 31                 |
| Australie (ARIA)                        | 13                 |
| Autriche (Ö3 Austria Top 40)            | 35                 |
| Belgique (Flandre Ultratop 50 Singles)  | 41                 |
| Belgique (Wallonie Ultratop 50 Singles) | 18                 |
| Canada (Hot 100)                        | 11                 |
| Écosse (OCC)                            | 20                 |
| États-Unis (Hot 100)                    | 4                  |
| États-Unis (Pop Airplay)                | 5                  |
| États-Unis (R&B/Hip-Hop Songs)          | 30                 |
| Finlande (Suomen virallinen lista)      | 13                 |
| France (SNEP)                           | 19                 |
| Irlande (IRMA)                          | 42                 |
| Nouvelle-Zélande (RMNZ)                 | 10                 |
| Pays-Bas (Nederlandse Top 40)           | 21                 |
| Pays-Bas (Single Top 100)               | 23                 |
| Slovaquie (IFPI Rádio)                  | 58                 |
| Suède (Sverigetopplistan)               | 26                 |
| Suisse (Schweizer Hitparade)            | 36                 |
| Royaume-Uni (UK Dance Chart)            | 10                 |
| Royaume-Uni (UK Singles Chart)          | 23                 |

## Certification
| Région                                                                                                 | Certification | Ventes/Streams |
| --- | ------------- | -------------- |
| Australie (ARIA)                                                                                       | 2 × Platine   | 70 000^        |
| Canada (Music Canada)                                                                                  | 6 × Platine   | 10 000^        |
| Italie (FIMI)                                                                                          | 1 × Platine   | 0*             |
| Nouvelle-Zélande (RMNZ)                                                                                | 1 × Or        | 7 500*         |
| Suède (GLF)                                                                                            | 1 × Platine   | 0x             |
| Royaume-Uni (BPI)                                                                                      | 1 × Or        | 0^             |
| États-Unis (RIAA)                                                                                      | 6 × Platine   | 1 000 000^     |
| *Ventes selon la certification ^Mise en rayon selon la certification xNon précisé par la certification |               |                |